# چو هیون چول
چو هیون چول (کره‌ای: 조현철؛ زادهٔ ۲۴ دسامبر ۱۹۸۶) بازیگر اهل کره جنوبی است. او به خاطر ایفای نقش در مجموعه‌های تلویزیونی هتل دل لونا (۲۰۱۹)، دی.پی. (۲۰۲۱) و بازرس کو (۲۰۲۱) به شهرت رسید.

## فیلم‌شناسی

### مجموعه تلویزیونی
| سال  | عنوان          | نقش          | توضیحات               | منابع |
| ---- | -------------- | ------------ | --------------------- | ----- |
| ۲۰۱۷ | آرگون          | هو جونگ ته   |                       | [ ۱ ] |
| ۲۰۱۹ | خاطرات الحمرا  | چوی یانگ جو  |                       | [ ۲ ] |
| ۲۰۱۹ | هتل دل لونا    | سانچز        |                       | [ ۳ ] |
| ۲۰۱۹ | دروغ‌های درون   | پارک سونگ جه | حضور افتخاری          | [ ۴ ] |
| ۲۰۲۱ | دی.پی.         | جو سوک بونگ  |                       | [ ۵ ] |
| ۲۰۲۱ | بازرس کو       | اوه کیونگ سو |                       | [ ۶ ] |
| ۲۰۲۳ | از گور برخاسته | شمن          | حضور افتخاری (قسمت ۷) | [ ۷ ] |